# Joseph Butler
Joseph Butler (Wantage, 18 maggio 1692 – Bath, 16 giugno 1752) è stato un filosofo e teologo inglese, vescovo e cappellano della casa reale.
Nel 1713 da presbiteriano passò alla chiesa anglicana di cui divenne sacerdote nel 1718.  Nel 1736 fu segretario della regina Carolina. Nominato vescovo di Bristol nel 1738, diventò, dal 1746, segretario di Giorgio II. Nel 1750 fu nominato vescovo di Durham.

## Pensiero
Secondo Butler «la  religione  consiste  nella  sottomissione  e  nella  rassegnazione  alla  volontà  divina»  poiché molti sono i limiti della nostra ragione che, contrariamente a quanto credono i deisti, non riuscirà mai a penetrare i misteri della religione e della natura. Dio stesso «l'Onnipotente può  circondarsi  di  nubi  e  di  oscurità  per  ragioni  e  propositi  di  cui  non  abbiamo  la  minima  immagine  o  idea.» 
Non resta quindi che affidarsi alla religione rivelata che può essere considerata come una religione naturale. Butler sostiene infatti che tra quanto noi osserviamo nella natura, ben regolata e ordinata dalle sue leggi, e quanto proclamato agli uomini dalla Rivelazione c'è una stretta analogia tanto che  Dio comanda agli uomini prescrizioni che rientrano nella loro naturalità e perciò attuabili.
Butler quindi si oppone al deismo radicale che negava la Rivelazione ma concorda con loro e con i liberi pensatori che cercavano di fondare la morale riferendola alla natura; non si può però essere del tutto d'accordo con le loro tesi, eccessivamente ottimistiche, e con quella naturale predisposizione alla benevolenza  di cui parlava Shaftesbury in quanto secondo Butler la natura umana è inevitabilmente volta al peccato. Tuttavia l'uomo quando compie il male è sensibile alla voce di Dio che parla alla sua coscienza e che lo rende consapevole della sua imperfezione terrena ma anche della sua aspirazione al bene soprannaturale.

## Opere
- Quindici sermoni sulla natura umana (1726)
- Analogia della religione naturale e rivelata con la costituzione e il corso della natura (1736)